# 東京都交通局5500形電車 (軌道)
東京都交通局5500形電車（とうきょうとこうつうきょく5500がたでんしゃ）は、東京都交通局の路面電車車両である。
営業運転開始当初は「防振防音電車」と公式に呼ばれていた ほか、ベースになったアメリカ合衆国の開発団体名から「PCCカー」とも呼ばれた。

## 開発・製造経緯
太平洋戦争後の混乱期から復興期にかけての時期、首都東京市民の日常の足を担った東京都電では乗客の激増に対し、新たに設計された6000形の大量生産に加え、既存の3000・4000・4100・4200形といった木造車群の車体を6000形と準同型の設計で製作した半鋼製車体に載せ替える、2代目3000・4000形への鋼体化改造工事の推進によって対応していた。
これらの新車・改造車は全国の軌道事業者にそのデザインを模倣されるなど、戦後日本の路面電車設計において一つの規範となったものであった。だが、その技術水準は1930年代のレベルまでようやく回復したに過ぎず、世界的な目で見れば明らかに時代遅れの設計を踏襲したものに過ぎなかった。
日本がアメリカとの戦争を行っていた時期、アメリカではモータリゼーションによる自動車の台頭に危機感を覚えた電鉄経営者たちによってPCCカーと呼ばれるさまざまな新技術を採用した高性能路面電車が開発され、1936年以降、全米各地の路面電車などに採用されていた。
本形式は日本の電車技術の水準向上を目指し、そのPCCカーの製造ライセンスを購入、当時のアメリカの最新技術を採り入れて製造した車両である。
PCCカーの都電への導入については当初、1953年（昭和28年）初頭の段階ではアメリカでPCCカーの用主要機器を製造していたウェスティングハウス・エレクトリック社（WH）とゼネラル・エレクトリック社（GE）の2社で製造された機器を搭載したPCCカーを1両ずつ完成車として輸入する計画であった。だが、当時日本の工業界の復興状況を調査に訪れたアメリカ人技術者からPCCカーの国産は可能であるとの助言を得られたため、この計画を主導していた東京都交通局交通技術研究所は計画を変更してその国産化を決断した。こうして、東京都交通局を中心に、同局へ製品を納入していた車両・機器メーカー各社、それにPCCカーに重大な関心を抱いていた運輸省も参加してPCCカーの国産化のための委員会が結成され、当時PCCカー関連技術のライセンス供与を行っていたアメリカのTransit Research Corp.（TRC社：PCCカー開発委員会の後身）と日本国内の車両・機器メーカー各社との間で技術ライセンス契約が締結されることとなった。このPCCカーの国産化計画においては、委員会メンバーに戦前よりWH社のライセンシーであった三菱電機が参加していたこともあり、WH社仕様の機器を搭載する車両を日本国内で製造することとされた。
こうして、交通技術研究所主導でPCCカーの正規ライセンス契約に基づく国産化計画が推進されていたのと同時期に、これとは別に東京都交通局内で都電車両運用の実務を担っていた車両課でも、PCCカーに相当する防音台車と無装架駆動装置の研究が行われていた。同課は研究成果である試作機器の機能を確認するため、テストベッドとなる車両の製造を自らの予算裁量権の枠内で行うこととした。そこで、1952年度予算で50両の製造が計画・承認されていた6000形最終号車(6291)のための製造予算を流用して、三菱電機製の電装品、住友金属工業製の台車、日本車輌製造東京支店（蕨工場）製の車体という構成で各メーカーに1両分の機器と車体を発注した。
だが、交通技術研究所のPCCカー国産化計画は、当時の日本で一般に用いられていた電鉄技術とはあまりに隔絶した高度技術の産物であるPCCカー用機器のライセンス生産に手間取り、対する車両課による6000形ベースの試作車も電装品と台車は早期に完成していたにもかかわらず、車体の製作が遅延するという状況に陥り、いずれも車両としての完成・就役開始が当初の計画より大きく遅れる見通しとなった。
これは東京都交通局自身の広報活動により画期的な新型電車の投入が事前に告知されて都民の期待が高まっていた中での遅延であり、1953年度内に新型車が投入できないことは都民の失望を招くと判断された。
そこで、東京都交通局はPCCカー国産化委員会のメンバーであったナニワ工機に国産PCCカー用車体と同様式の車体を1両分、別途製造させ、これに車体待ちであった車両課の試作車用機器を組み合わせることで、以下の通り1953年中の新型車投入を実施した。
- 5502 1953年11月21日竣工。ナニワ工機製

同車は本形式で最初に竣工したが、正規の国産PCCカーの製造が進められる中で暫定的に先行完成した車両であったことから、トップナンバーを正規のPCCカーへ譲って5502と付番されている。本車は都電初、日本でも国鉄キハ44000形（1952年：直角カルダン）、東武鉄道モハ5720型（1953年3月：直角カルダン）、京阪電気鉄道1800型（1953年7月：中空軸平行カルダンおよびWNドライブ）、大阪市交通局3000形（1953年10月：直角カルダン）に次いで5形式目のカルダン駆動車 である。
この5502に遅れること約半年、ようやく国産PCCカーが完成した。
- 5501 1954年5月29日竣工。ナニワ工機製

本形式は形式全体でPCCカーと呼ばれることもあり、さらに同時代の高性能車は大阪市電3001形（通称：無音電車）や名古屋市電1820形、土佐電鉄500形（都電6000形と同様の車体を持った純国産高性能車）などの路面電車のみならず、極端な場合、京阪1800系などの高速電車に至るまでPCCカー（和製PCCカー）と呼ばれることすらあったが、日本国内における純正PCCカーはこの5501のみである。
しかし、5501はその先進的な機器が祟って故障が多く、また足踏みペダル操作など特殊な操作方法を求められたために乗務員からも不評を買った。そのため、本形式の増備車はPCCカーのライセンスを使用せず、5502を改良したものとすることとなり、以下の5両が製造された。
- 5503・5504 1955年11月竣工。ナニワ工機製
- 5505 - 5507 1955年12月竣工。ナニワ工機製

## 車体
東京都としては初の全金属製車体を備える。
側面は窓上に補強帯の露出しないノーヘッダー構造であるが、開閉可能な側窓と中央の戸袋窓の下にはごく細いリブが帯状に形成されている。
車体寸法は5501・5502が全長14,300mm、全幅2,440mmで、増備車である5503 - 5507では全長14,360mm、全幅2,436mmと若干細長くなっている。また、全高については台車の相違もあり、5501が3,874mm、5502以降が3,861mmとなっている。なお、5503 - 5507の全長は都電最長、5501・5502の全幅は5000形と同一で、本形式が6000形に続く7000形ではなく、5500形と付番される根拠となった。
窓配置は東京都電として初採用となった左右非対称構成で、(1)D5(1)D3 1 1（D：客用扉、(1)：戸袋窓）で右端の1枚は1枚下降窓、左端の戸袋窓は1枚固定窓、中央の戸袋窓は上下段共にHゴム支持による固定窓となっており、それらを除く側窓は全て上段がHゴム支持の固定窓、下段が上昇式のスチールサッシとなっている。なお、開閉可能な2段窓については5502以降は保護棒を1本下段に取り付けているが、5501に限ってはこれを省略している。扉幅はいずれも1,000mm、中央が細窓2枚を並べた片引戸、運転台脇が2枚連節引戸である。5503以降の5両については側窓寸法が拡大され、若干ながら軽快感が増したデザインとなっている。
本形式は妻面デザインについて、PCCカーのそれを模して後退角のついた2枚窓構成の流線型としており、前照灯は窓下中央に1灯白熱電球を備え、尾灯は妻面向かって左下に上下2段角型の灯具に収めて設置している。方向幕は従来よりも格段に大型のものを窓上に設置し、妻面の尾灯と反対側に取り付けられた系統表示板は、裏から電灯で照らす行灯式を採用して夜間の視認を容易にしている。
また、窓の上辺を幕板より若干奥で接するようにして小型のひさしを設け、窓上辺に蝶番を取り付けて下辺を前に押し出すことで開閉・通気可能としている。
座席はロングシートで蛍光灯照明を採用し、都電従来車と比較して灯数を多くしている。通風は構体の屋根上に通風屋根を載せ、その側面に設けられたルーバーを経由して行い、車内の換気は屋根間に等間隔に3基搭載されたファンデリアによって行う。また、マイク式の放送装置を都電として初採用している。
なお、正規のPCCカーに準じたインサイドフレーム構造の台車を装着する5501では車体側面の台車部分を開口せず、全てスカートで隠したすっきりしたデザインが採用された。これに対し、一般的なアウトサイドフレーム構造の台車を装着する5502・5503 - 5507では、軸箱や側梁、それに揺れ枕などの干渉を避ける必要があり、台車周辺のスカートをカットして台車枠を露出させた一般的なデザインとしている。
塗装はキャピタル・クリームを基本とし、えんじ色の細帯を窓下に回している。

## 主要機器
上述の通り、PCCカーのライセンスに基づいて製造された5501とアメリカの技術に由来するとはいえ独自開発であった5502、それに量産車である5503 - 5507の3グループでそれぞれ異なった機器を搭載している。なお、特許の制約から、5501については一部にアメリカ製の部品を採用している。

### 主電動機
三菱電機がWH社からのライセンスに基づき製造した直流直巻整流子電動機を4基装架する。
各グループの搭載電動機の諸元と駆動方式、歯数比は以下の通り。
- 5501

三菱電機 MB-1432-A3
端子電圧 300 V時 1時間定格出力 41 kW (55 hp)、定格回転数 1,614 rpm、直角カルダン駆動、歯数比 43:6 = 7.17
- 5502

三菱電機 MB-1432-A2
端子電圧 300 V時 1時間定格出力 41 kW (55 hp)、定格回転数 1,620 rpm、WNドライブ、歯数比 98:17 = 5.76
- 5503 - 5507

三菱電機 MB-3015-B4
端子電圧 300 V時 1時間定格出力 30 kW (40 hp)、定格回転数 1,600 rpm、WNドライブ、歯数比 113:15 = 7.53
量産車にあたる5503 - 5507では5502の基本構成を踏襲したが、過大と判断された主電動機の1時間定格出力は約75パーセントに引き下げられている。

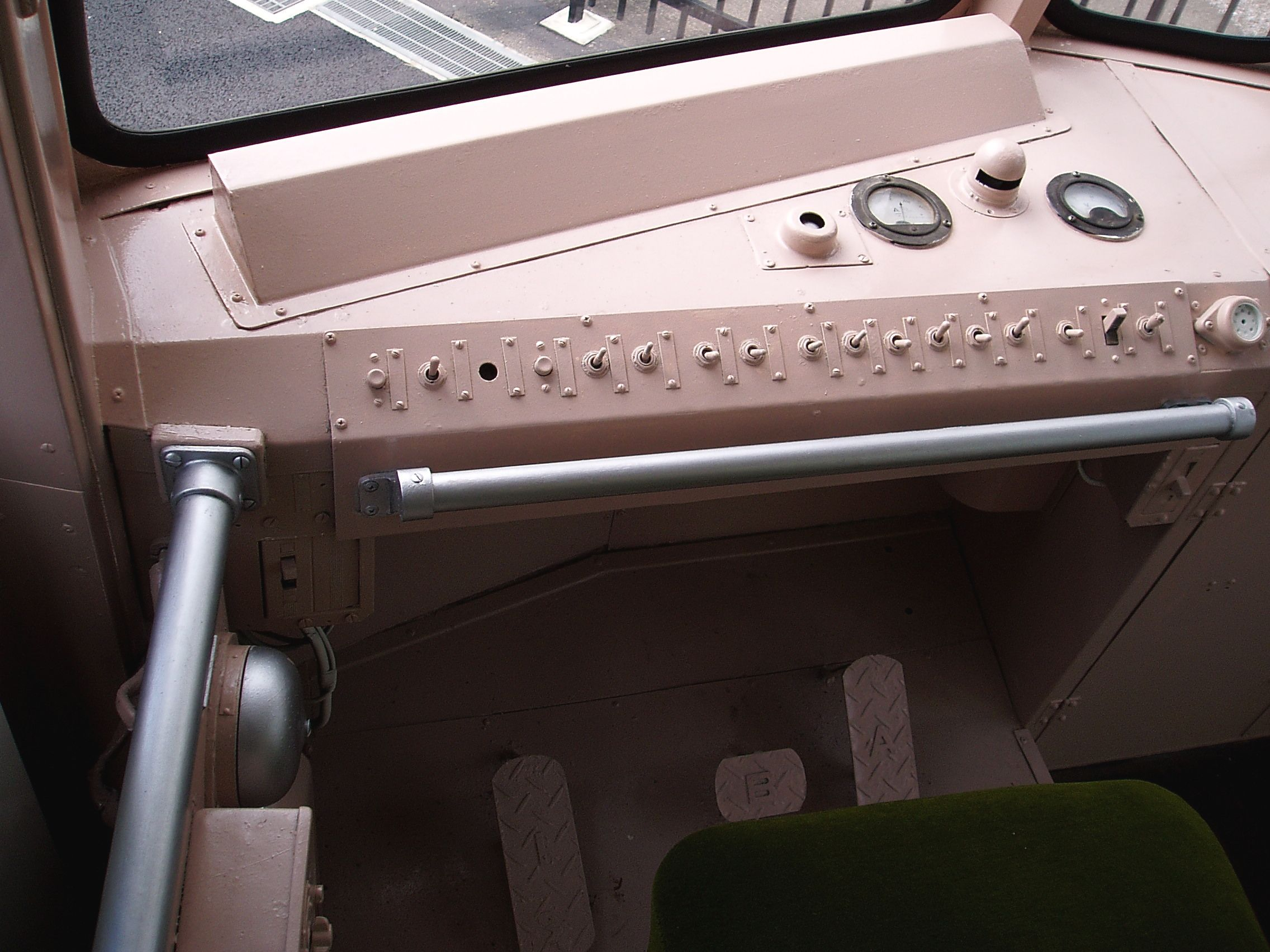
都電5500形5501の運転台。操作はペダル式である。

### 制御器
5501はPCCカーの標準であった99段の超多段式ドラム型制御器（アクセラレーター）を搭載しており、これを運転台の足踏みペダル式主幹制御器で操作する。右からアクセラレーター（加速）、ブレーキ（制動）、デッドマンの各ペダルが取り付けられ、自動車と同様に右足でA・B（アクセル、ブレーキ）ペダルを操作する。左足は常にデッドマンペダルを踏んでおり、踏力が弱まると非常ブレーキが作動する。この装置の関係で、5501のみは制御電源電圧がアメリカの電車で一般的であった直流32Vとなっている。
5502以降は三菱電機製のAB単位スイッチ式制御器が搭載されており、主幹制御器も手でハンドルを操作する、一般的な縦軸式マスコンを搭載する。こちらの制御電源電圧は日本標準の直流100Vである。
いずれも運転台に設置されたマスコンからの指示にしたがい、主電動機電流量の低下を監視するリミッタ・リレー（限流リレー）の働きで床下の主制御器が自動的にマスコンの指示段数まで進段してゆく間接自動制御方式（自動加速制御）を採用している。主電動機は同一台車内の2基を永久直列接続とした2群を永久並列接続とし、抵抗の挿入/切り離しによる電圧制御のみで加速を制御する。

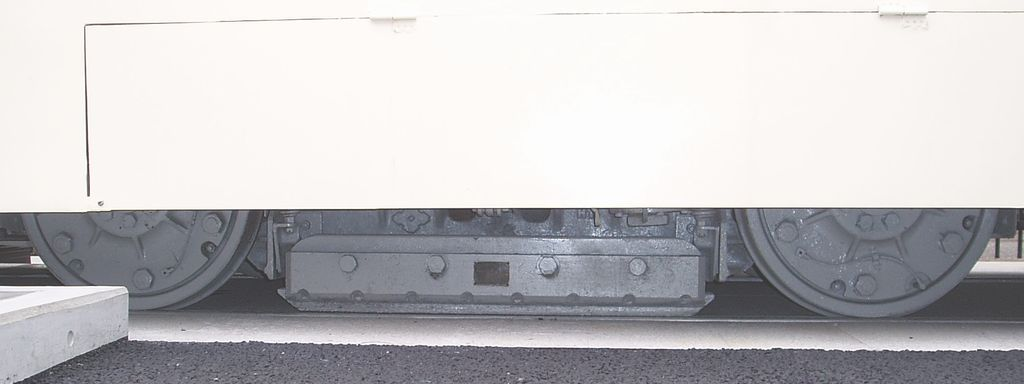
都電5500形5501の住友金属工業FS501台車。露出した車輪の間にあるのがレール圧着ブレーキ。

### 台車
5501はTRC社が設計したPCCカー用標準台車であるB-3形を基本としつつ1,372mm軌間対応とした、住友金属工業FS501を装着する。
この台車は軸ばねに防振ゴム板を使用し、軸箱や台車の側梁を左右の車輪間に置いて車輪を露出させるインサイドフレーム（内側台枠）構成を採用している。なお、台車枠はオリジナルのB-3形では一般にトランサムを含め鋼管の溶接組み立てが多用されたが、FS501では住友金属工業が得意とした一体鋳鋼製台車枠が採用されている。
これに対し、5502には住友金属工業が得意とした一体鋳鋼製で一般的なアウトサイドフレーム（外側台枠）構成の軸ばね台車であるFS351（東京都交通局形式D-19）が装着され、5503以降についてもこれを小改良した住友金属工業FS353を装着している。
なお、いずれの車両も車輪を直接車軸に圧入せず、車軸に取り付けられたディスクと車輪の間に防振ゴムを挟んでボルトで締結する、弾性車輪を使用している。

### ブレーキ
5501についてはPCCカーのライセンスにしたがって製造されたため、制御器による発電ブレーキに加え、ドラムブレーキ と非常用のレール圧着ブレーキ（電磁吸着ブレーキ）を搭載する。
これに対し、5502以降については発電ブレーキを常用・非常用として搭載するものの、駆動装置の相違もあって従来通り車輪の踏面ブレーキを基礎ブレーキ装置とするSM-3直通ブレーキを搭載、これを併用する。

### 集電装置
竣工当初は全車とも菱枠パンタグラフを搭載した。

## 運用と廃車
これら7両は、同じく試作機器を搭載する6500形6501および7000形7020と共に機器の特殊性から芝浦にあった交通局車両工場に最も近い三田車庫に配置され、しかも都内有数の繁華街である銀座を経由する1系統（品川駅前 - 三田 - 銀座四丁目 - 日本橋 - 須田町 - 上野駅前、都電本通線および上野線の全線に相当）限定で運用された。
正規のPCCカーである5501においては、高額の特許（ライセンス）使用料がネックとなって艤装図面を購入しなかったことにより、制御器限流リレーの不確実動作が頻発した ほか、主電動機・機器室への冷却風量不足などが問題となった。台車も製造ミスによるビビリ振動が発生するなど、トラブルが当初頻発した。これらのトラブルは日本国内の他社局に純正PCCカーの製造を断念させる一因となった。
また、5501のペダル式マスコンによる力行・制動操作は、この方式を採用するのが同車のみであったために習熟する機会が少なかったことなどから乗務員に敬遠され、1960年に車両工場で通常の縦軸マスコンに改造された。
本形式の集電装置は当初菱枠パンタグラフだったが、5503は新造後間もない1956年3月にZパンタグラフへ換装、その後1958年6月以降5503を含む全車がビューゲルに換装された。
なお、他形式が黄色に赤帯の塗色に変更された時期に、本形式についても同色に変更されている。
本形式は製造後12年から14年の間、東京都電の看板電車として運用されたが、1967年12月の第1次都電本格撤去に伴う1系統廃止の際、特殊な機器を備え運転も保守も共に難しく、また車体が大きく他車庫・他系統への転用が難しかったことから、車体寸法面で運用可能系統の制約はないものの、本形式と同様の事情で運転・保守に難のある6501・7020と共に廃車された。

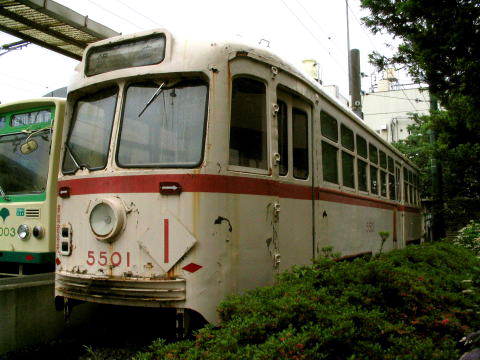
荒川車庫に留置されていた頃の都電5500形5501（2006年6月10日撮影）

その後、トップナンバーである5501については1系統ゆかりの地である上野公園にて保存展示の措置がとられたが、それ以外は全て三田車庫で解体処分された。
こうして保存された5501であったが、上野公園では野外で屋根を設けず展示され、しかも塗装の塗り替えなどのメンテナンスも満足に行われなかったため、時が経つにつれて荒廃が進んだ。
そのため、1989年に荒川電車営業所に移送され、1991年に一度修復を行い、この際に塗色が登場時に近いものにされている。しかし、それからも歳月が経過し、倉庫代わりとなって吊り手などの部品を愛好者向けに売却、荒川車庫の片隅に雨ざらしで放置され、車体が相当に腐食していた。そのため、東京都交通局では再度修復の上、荒川車庫内に専用スペースを設けて静態保存することとなった。
これに伴い荒川車庫から2007年3月中に搬送され、車体を修復の上、同年4月に荒川車庫隣の展示予定スペースに搬入、5月26日より同所の「都電おもいで広場」にてギャラリーを兼ねた形で7500形7504号とともに土・日曜日、祝日、振替休日のみ公開している。
ギャラリーとして使用することから、車内は運転台の片方を残して座席などはすべて撤去されているが、残された運転台については登場当時のペダル式に復元されている。また、来場者のために、運転台の各種機器の名前を記した案内板、昭和30年代の東京の風景のジオラマ、懐かしの都電の乗車券類の展示やビデオ上映、家庭用エアコンが設置されている。
2019年5月に再塗装が実施され、車体色が黄色地に赤帯へ変更された。